# Anton Haus
Anton Haus (1851. június 13. – 1917. február 8.) szlovén származású osztrák–magyar tengerésztiszt, 1913–17 között a Császári és Királyi Haditengerészet admirálisa.

## Élete

### Ifjúkora
Haus 1851-ben született Tolmein városában, szlovén családban. 

### Katonai szolgálata
Haus 1869-ben csatlakozott a Császári és Királyi Haditengerészethez. A Fiumei Tengerészeti Akadémián szerzett tudása döntően meghatározta későbbi katonai pályafutását. Az akadémia tanáraként megjelent egy publikációja Óceántan és tengeri időjárás címmel. Az 1899-ben kirobbant bokszerlázadás során Haus volt annak a hajórajnak a parancsnoka, amelyet az osztrák-magyar kormány indított Kínába, hogy Japán, a Német Birodalom, az Orosz Birodalom, az Egyesült Királyság, az Amerikai Egyesült Államok, és Olaszország szövetségeseként részt vegyen a felkelés leverésében. A felkelést követően az osztrák-magyar csapatok szereztek egy kisebb gyarmatot, a Tiencsini osztrák-magyar koncessziós zónát. Haus 1902-ig tartózkodott Kínában, majd hazatért.
1912-ben az osztrák-magyar hadiflotta felügyelőjévé nevezték ki, majd Rudolf von Montecuccoli báró visszavonulását követően 1913 februárjától a Császári és Királyi Haditengerészet főparancsnoka.
Az első világháborús hadüzenet nem érte váratlanul Haus tengernagyot és törzsét. Még a hadüzenet éjszakáján a Saida vezetésével egy felderítő csoport indult el Pólából, majd egy óra múlva a többi hajó. Közte a Habsburg csatahajó fedélzetén Anton Haus tengernaggyal.
Az otrantói tengerzár miatt a Monarchia flottája nem bocsátkozott nagyobb vérveszteséggel járó rizikós csatákra, ami miatt Haust német szövetségesei gyakran kritizálták. Így vált szállóigévé híres mondata:
Kevesen értik meg, hogy sok esetben a semmittevés, illetve a várakozás az egyetlen helyes magatartás. A stratégia nem sakkjátszma, ahol minden lépést ellenlépésnek kell követnie. A stratégiában nem szükségszerű az ellenlépés, ott várakozni is lehet.
1916-ban főtengernaggyá nevezték ki.
1917-ben súlyos tüdőgyulladást kapott, majd február 17-én elhunyt. Anton Haus főtengernagy halálával IV. Károly egyik legbizalmasabb emberét vesztette el. Helyére Maximilian Njegovan tengernagy került. Tervei között szerepelt az otrantói tengerzár feltörése. Ám ez nehéz feladatnak bizonyult.